# Kreisgericht Wreschen
Das Kreisgericht Wreschen war von 1849 bis 1878 ein preußisches Kreisgericht mit Sitz in Wreschen.

## Geschichte
In Wreschen bestand bis 1849 das Land- und Stadtgericht Wreschen. Nach der Märzrevolution wurde dieses Gericht aufgehoben und in der ganzen Provinz Posen einheitlich Kreisgerichte gebildet. In Wreschen entstand so das Kreisgericht Wreschen. Es war eines von 16 Kreisgerichten im Sprengel des Appellationsgerichts Posen.
Der Sprengel des Kreisgerichts Wreschen umfasste den Kreis Wreschen mit den Städten Miloslaw, Wreschen und Zerkowo mit 35.587 Gerichtseingesessenen (1861). Das Kreisgericht Posen war das zuständige Schwurgericht für das Kreisgericht Wreschen. Gerichtstage wurden in Zerkowo gehalten. Das Gericht bestand aus einem Direktor und fünf Kreisrichtern.
Im Rahmen der Reichsjustizgesetze wurde das Gerichtswesen in Deutschland 1879 vereinheitlicht. Damit wurde das Kreisgericht Wreschen aufgehoben und das königlich preußische Amtsgericht Wreschen mit Wirkung zum 1. Oktober 1879 als eines von fünf Amtsgerichten im Bezirk des Landgerichtes Gnesen als Nachfolger gebildet.